# Rafidofora

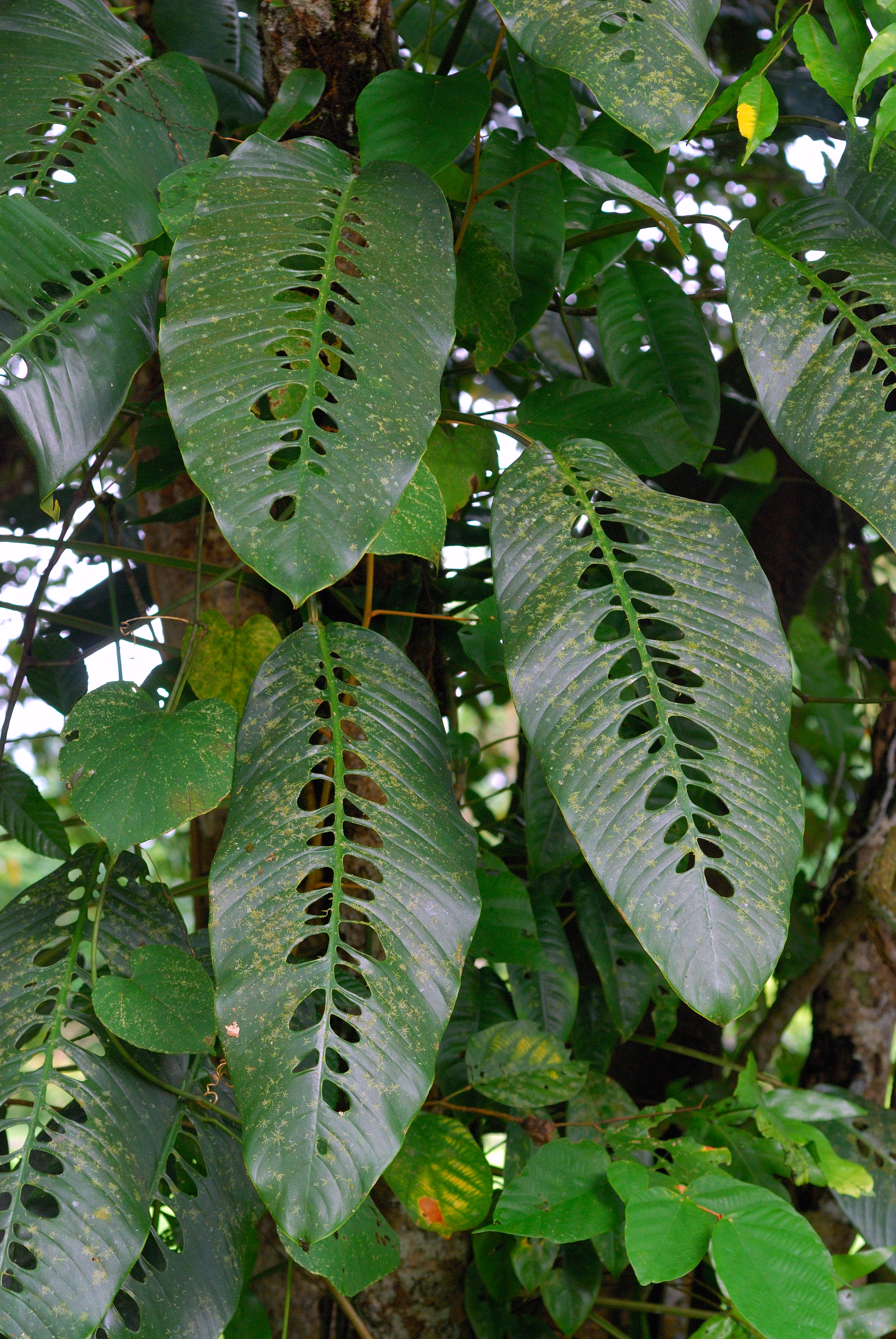
Rhaphidophora foraminifera

Rafidofora (Rhaphidophora Hassk.) – rodzaj wieloletnich i wiecznie zielonych roślin z rodziny obrazkowatych, obejmujący 97 gatunków, występujących w tropikalnej Afryce, Chinach, wschodniej Azji, na Subkontynencie Indyjskim, w Indochinach, Azji Południowo-Wschodniej, Australii oraz na wyspach zachodniego Pacyfiku, gdzie zasiedlają subtropikalne i tropikalne lasy wilgotne i deszczowe. Nazwa rodzaju pochodzi od greckich słów ραφιδος (rhaphidos – igła) i φέρω (phero – nosić) i odnosi się do obecności w tkankach tych roślin makroskopowych, igłowatych, jednokomórkowych trichosklereidów.
Rodzaj posiada homonim w taksonomii zoologicznej: Rhaphidophora Serville – rodzaj owadów z rodziny śpieszkowatych.

## Morfologia
PokrójŚredniej wielkości do ogromnych, smukłe do rozłożystych, lepto- lub pachykauliczne, jednako- lub różnolistne (niektóre populacje R. beccarii są neoteniczne) liany, bardzo rzadko rośliny płożące lub reofity (R. beccarii). Po uszkodzeniu tkanki wydzielają przezroczysty, pozbawiony zapachu, klejący sok, wysychający,  koagulujący do postaci żółtawego żelu lub twardniejący. Tkanki rafidofor zawierają jednocentymetrowe, jednokomórkowymi trichosklereidy.
ŁodygaU dorosłych roślin z tego rodzaju można wyróżnić trzy typy łodygi:
- nierozgałęzioną, czepną, ukorzeniającą się na całej długości, tworzącą boczne pędy kwiatostanowe (np. R. lobbii, R. puberula),
- nierozgałęzioną, czepną i kwitnącą (np. R. korthalsii),
- nierozgałęziony pęd główny i boczne pędy czepne i kwitnące (np. R. foraminifera).

W każdym przypadku łodygi dzielą się na różnej długości międzywęźla oddzielone widocznymi bliznami liściowymi. Starsze pędy drewniejące, skorkowaciałe lub o papierowatej skórce. U niektórych gatunków obecne są wąsowate, bardzo długie pędy czepne, które ukorzeniają się po osiągnięciu podłoża.
KorzenieZ węzłów lub międzywęźli wyrasta rzadko lub gęsto wiele korzeni czepnych. Korzenie powietrzne bądź bardzo rzadkie bądź liczne, smukłe, włoskowate lub łuskowate, często drewniejące.
LiścieUlistnienie naprzeciwległe. Rośliny tworzą wiele liści właściwych na kolankowatych wierzchołkowo ogonkach, tworzących długą pochwę. Blaszki liściowe lancetowate lub podłużne, mniej więcej skośne, całobrzegie i perforowane lub pierzastodzielne do pierzastosiecznych, często bardzo duże. Nerwacja pierwszorzędowa pierzasta, zbiegająca do żyłki marginalnej. Użyłkowanie drugorzędowe poprzeczne, mniej więcej równoległo-pierzaste, dalsze siatkowate.
KwiatyRośliny tworzą pojedynczy (bardzo rzadko więcej) kwiatostan typu kolbiastego pseudancjum na krótkim pędzie kwiatostanowym. Pochwa kwiatostanu łódkokształtna. Kolba cylindryczna lub stożkowata, zgrubiała, często bardzo gruba, siedząca lub osadzona na krótkiej szypule, krótsza od pochwy. Kwiaty obupłciowe, pozbawione okwiatu, zbudowane z 4 wolnych pręcików i pojedynczej zalążni. Pręciki o podłużno-równowąskich nitkach i krótszych od nich główkach zbudowanych z eliptycznych pylników otwierających się przez podłużną szczelinę. Zalążnia odwrotnie stożkowato-pryzmatyczna, ścięta, 1-komorowa lub 2-komorowa, o nie w pełni zrośniętych przegrodach, wielozalążkowa. Zalążki anatropowe, powstające ze ściennego lub bazalnego łożyska. Szyjka słupka zwykle szersza od zalążni, zakończona szerokim, eliptycznym, podłużnym lub punktowym znamieniem.
OwoceCzerwone lub żółte jagody, zwykle wielonasienne. Nasiona podłużne, o cienkiej, gładkiej, lśniącej i czarnej łupinie. Bielmo obfite.
Gatunki podobnePrzedstawiciele rodzaju epipremnum. Różnice obejmują liczbę i położenie zalążków oraz kształt i wielkość nasion.
GenetykaLiczba chromosomów 2n = 60, 120 (42, 54, 56).

## Systematyka
Pozycja rodzaju według Angiosperm Phylogeny Website (aktualizowany system APG IV z 2016)Należy do plemienia Monstereae, podrodziny Monsteroideae, rodziny obrazkowatych (Araceae), rzędu żabieńcowców (Alismatales) w kladzie jednoliściennych (ang. monocots).
Gatunki
| - Rhaphidophora acuminata Merr. - Rhaphidophora africana N.E.Br. - Rhaphidophora angustata Schott - Rhaphidophora araea P.C.Boyce - Rhaphidophora australasica F.M.Bailey - Rhaphidophora balgooyi P.C.Boyce - Rhaphidophora banosensis P.C.Boyce - Rhaphidophora beccarii (Engl.) Engl. - Rhaphidophora bonii Engl. & K.Krause - Rhaphidophora brevispathacea Engl. & K.Krause - Rhaphidophora calophylla Schott - Rhaphidophora chevalieri Gagnep. - Rhaphidophora conica Engl. - Rhaphidophora conocephala Alderw. - Rhaphidophora corneri P.C.Boyce - Rhaphidophora crassicaulis Engl. & K.Krause - Rhaphidophora crassifolia Hook.f. - Rhaphidophora cravenschoddeana P.C.Boyce - Rhaphidophora cretosa P.C.Boyce - Rhaphidophora cryptantha P.C.Boyce & C.M.Allen - Rhaphidophora cylindrosperma Engl. & K.Krause - Rhaphidophora dahlii Engl. - Rhaphidophora decursiva (Roxb.) Schott - Rhaphidophora discolor Engl. & K.Krause - Rhaphidophora dulongensis H.Li - Rhaphidophora elliptica Ridl. - Rhaphidophora elliptifolia Merr. - Rhaphidophora elmeri Engl. & K.Krause - Rhaphidophora falcata Ridl. - Rhaphidophora floresensis P.C.Boyce - Rhaphidophora foraminifera (Engl.) Engl. - Rhaphidophora formosana Engl. - Rhaphidophora fortis P.C.Boyce | - Rhaphidophora geniculata Engl. - Rhaphidophora glauca (Wall.) Schott - Rhaphidophora gorokensis P.C.Boyce - Rhaphidophora guamensis P.C.Boyce - Rhaphidophora hayi P.C.Boyce & Bogner - Rhaphidophora honkongensis Schott - Rhaphidophora hookeri Schott - Rhaphidophora intonsa P.C.Boyce - Rhaphidophora intrusa P.C.Boyce - Rhaphidophora jubata P.C.Boyce - Rhaphidophora kokodensis P.C.Boyce - Rhaphidophora koordersii Engl. - Rhaphidophora korthalsii Schott - Rhaphidophora laichauensis Gagnep. - Rhaphidophora latevaginata M.Hotta - Rhaphidophora lobbii Schott - Rhaphidophora luchunensis H.Li - Rhaphidophora maingayi Hook.f. - Rhaphidophora manipurensis Engl. & K.Krause - Rhaphidophora megaphylla H.Li - Rhaphidophora megasperma Engl. - Rhaphidophora megastigma Engl. - Rhaphidophora microspadix K.Krause - Rhaphidophora mima P.C.Boyce - Rhaphidophora minor Hook.f. - Rhaphidophora moluccensis Engl. & K.Krause - Rhaphidophora montana (Blume) Schott - Rhaphidophora monticola K.Krause - Rhaphidophora neoguineensis Engl. - Rhaphidophora nicolsonii P.C.Boyce - Rhaphidophora okapensis P.C.Boyce & Bogner - Rhaphidophora oligosperma Alderw. | - Rhaphidophora ovoidea A.Chev. - Rhaphidophora pachyphylla K.Krause - Rhaphidophora parvifolia Alderw. - Rhaphidophora peepla (Roxb.) Schott - Rhaphidophora peeploides Engl. - Rhaphidophora perkinsiae Engl. - Rhaphidophora pertusa (Roxb.) Schott - Rhaphidophora petrieana A.Hay - Rhaphidophora philippinensis Engl. & K.Krause - Rhaphidophora pilosa P.C.Boyce - Rhaphidophora puberula Engl. - Rhaphidophora sabit P.C.Boyce - Rhaphidophora sarasinorum Engl. - Rhaphidophora schlechteri K.Krause - Rhaphidophora schottii Hook.f. - Rhaphidophora spathacea Schott - Rhaphidophora spuria (Schott) Nicolson - Rhaphidophora stenophylla K.Krause - Rhaphidophora stolleana Engl. & K.Krause - Rhaphidophora sulcata Gagnep. - Rhaphidophora sylvestris (Blume) Engl. - Rhaphidophora talamauana Alderw. - Rhaphidophora tenuis Engl. - Rhaphidophora ternatensis Alderw. - Rhaphidophora tetrasperma Hook.f. - Rhaphidophora teysmanniana Engl. & K.Krause - Rhaphidophora todayensis K.Krause - Rhaphidophora tonkinensis Engl. & K.Krause - Rhaphidophora typha P.C.Boyce - Rhaphidophora ustulata P.C.Boyce - Rhaphidophora versteegii Engl. & K.Krause - Rhaphidophora waria P.C.Boyce |

## Zagrożenie i ochrona

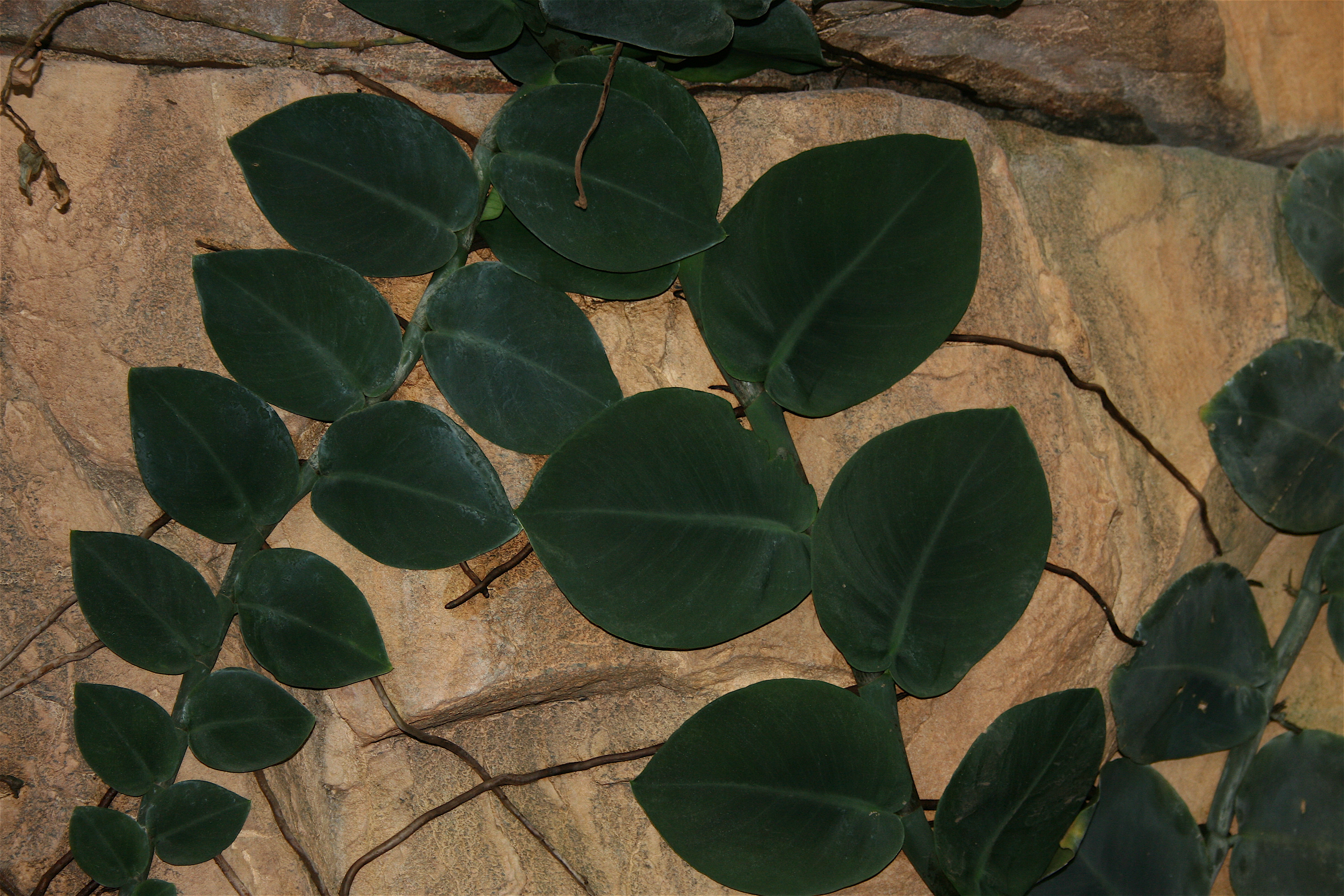
Rhaphidophora korthalsii

Rhaphidophora pusilla została uwzględniona w Czerwonej księdze gatunków zagrożonych jako gatunek narażony na wyginięcie (Vulnerable D2), występujący w dwóch lokalizacjach: na górze Crystal w Gabonie i górze Bakossi w Kamerunie. Zgodnie z World Checklist and Bibliography of Araceae (and Acoraceae) takson ten uznawany jest za synonim Rhaphidophora africana.

## Zastosowania
Rośliny leczniczeRhaphidophora pertusa w medycynie tradycyjnej jest stosowana jako remedium na jad węży po ukąszeniach. Badania przeprowadzone w 2010 roku wykazały, że części naziemne roślin tego gatunku wykazują silne działanie przeciwzapalne i przeciwbólowe oraz hamują peroksydację lipidów. Nepalczycy stosują pastę z roślin gatunku R. glauca zewnętrznie na rany. Z suszu liści i łodyg roślin gatunku R. decursiva wydorębiono 6 związków chemicznych o działaniu antymalarycznym.
Rośliny ozdobneW przeszłości do rodzaju rafidofora należała popularna roślina pokojowa Rhaphidophora aurea (pol. rafidofora złota), obecnie zaliczana do rodzaju epipremnum (epipremnum złociste).